# Аман-Ошторма
Аман-Ошторма (тат. Аман Оштырма) — деревня в Кукморском районе  Республики Татарстан. Входит в состав Березнякского сельского поселения.

## География
Деревня расположена на правом притоке реки Ошторма, в 18 километрах к юго-западу от города Кукмор. 

## История
В «Списке населенных мест по сведениям 1859 года», изданном в 1866 году, населённый пункт упомянут как казённая деревня Оман-Ошторма (Чекурча) 1-го стана Мамадышского уезда Казанской губернии. Располагалась при речке Аман-Ошторме, по левую сторону Шунской торговой дороги, в 70 верстах от уездного города Мамадыша и в 12 верстах от становой квартиры во владельческом селе Кукмор (Таишевский Завод). В деревне в 65 дворах жили 461 человек (240 мужчин и 221 женщина). Была мечеть.

## Население
| 1748 | 1782 | 1859 | 1897 | 1908 | 1926 | 1938 | 1949 | 1958 | 1970 | 1979 | 1989 | 2000 | 2017 |
| ---- | ---- | ---- | ---- | ---- | ---- | ---- | ---- | ---- | ---- | ---- | ---- | ---- | ---- |
| 59   | 87   | 461  | 670  | 903  | 627  | 445  | 353  | 375  | 271  | 191  | 113  | 119  | 92   |

Национальный состав села — татары. 

## Религия
Мечеть (с 2014 г.).